# CDM Classic
De Oracle custom developement classic methode is een lineair ontwikkelproces voor informatiesystemen. De Oracle Custom Development methode (CDM) is ontwikkeld door de consultants van Oracle zelf. Zij hebben de methode ontworpen op basis van het CMM-model en best practice vanuit de praktijk. Oracle heeft naar het voorbeeld van het CDM classic-model nog een ander model ontwikkeld. Dit is het CDM Fasttrack-model. Dit model is vooral gebaseerd op de RAD-methode Dynamic Systems Development Method. Het gebruikte framework in dit model is CDM RuleFrame, dat als een Business Logic laag tussen de datalaag (tabellen) en de presentatielaag in zit.

## Fasen
CDM Classic kent de volgende fasen:
- Definitiestudie;
- Analyse;
- Ontwerp;
- Bouwen;
- Invoering;
- Gebruik en beheer;

Elke fase kent een aantal processen/activiteiten die uitgevoerd moeten worden.

## Beschrijving van de fasen
Definitiestudie
In deze fase worden de eisen aan het systeem opgesteld. De eisen worden in deze fase nog op een hoog niveau opgesteld. Aan het einde van deze fase zijn er een aantal eisen die een oplossing geven voor de gestelde zakelijke doelen. Hiermee is ook het bereik van het project bepaald. 
In deze fase wordt ook een start gemaakt met het analyseren van een eventueel bestaand informatiesysteem daarbij wordt ook naar de technische (beperkingen) gekeken.
Analyse
In deze fase worden de eisen die gemaakt zijn in de definitiestudie omgezet naar eisen op een lager niveau die aangeven wat het systeem moet kunnen. 
Ontwerp
In deze fase worden de eisen uit de analysefasen verwerkt tot zeer gedetailleerde eisen waaraan het systeem moet voldoen. Bij deze verwerking wordt rekening gehouden met beperkingen zoals de technologie die gebruikt wordt. 
Bouwen
De bouwfase maakt een onderscheid tussen de bouw van drie producten.
- Het bouwen van een database;
- Het bouwen van eventuele extra modules;
- Het bouwen van dataconversiesoftware;

Naast het bouwen van deze producten worden zij in deze fase ook voor een deel getest ook wordt er begonnen met trainingen van gebruikers en het schrijven van documentatie.
Invoering
In deze fase wordt het systeem ingevoerd in de bestaande bedrijfsomgeving. Deze invoering bestaat uit de volgende activiteiten:
- Installeren en configureren systeem;
- Testen van bepaalde aspecten van het systeem;
- Opleiding van o.a. gebruikers en beheerders;

Gebruik en beheer
Het systeem wordt in gebruik genomen. 

## Technieken
De CDM classic-methode laat het toe om veel verschillende te gebruiken.
Een aantal technieken die gebruikt kunnen worden bij definitiestudie, analyse en ontwerp zijn:
- Context Proces Model;
- Business Proces Model;
- Business Data Model;
- Business function model;
- System proces model;
- System function model;
- System datamodel.

Technieken die bij het testen gebruikt kunnen worden, zijn:
- Verwerkinglogica;
- Equivalentieklassen;
- Dataflow test;
- Error guessing;
- Gegevens cyclustest;
- Procescyclus test;
- Programma interfacetest.